# Nazionale femminile under 20 di calcio del Giappone
La nazionale Under-20 di calcio femminile del Giappone è la rappresentativa calcistica femminile internazionale del Giappone formata da giocatrici al di sotto dei 20 anni, gestita dalla Federazione calcistica del Giappone.
Come membro dell'Asian Football Confederation (AFC) partecipa al Campionato mondiale FIFA Under-20; non è previsto un campionato continentale in quanto il torneo è riservato a formazioni Under-19, tuttavia i risultati ottenuti nel campionato asiatico di categoria sono utilizzati per accedere al mondiale con una squadra Under-20.
Con la vittoria conquistata nell'edizione di Francia 2018, alla quale si aggiungono i due terzi posti a Giappone 2012 e Papua Nuova Guinea 2016 e i due secondi posti a Costa Rica 2022 e Colombia 2024, è posizionata al quarto posto nella classifica mondiale.

## Campionato mondiale Under-20
- 2002: Quarti di finale (torneo Under-19)
- 2004: Non qualificata (torneo Under-19)
- 2006: Non qualificata
- 2008: Quarti di finale
- 2010: Primo Turno
- 2012: Terzo posto
- 2014: Non qualificata
- 2016: Terzo posto
- 2018: Campione
- 2022: Secondo posto
- 2024: Secondo posto

## Tutte le rose

### Mondiale Under-20
Campionato mondiale femminile under 20 FIFA 20161 Hirao, 2 Mizutani, 3 Kitagawa, 4 Ichise, 5 Norimatsu, 6 Sumida, 7 Sugita, 8 Hasegawa, 9 Nishida, 10 Momiki, 11 Kawano, 12 Matsumoto, 13 Haza, 14 Miura, 15 Miyagawa, 16 Moriya, 17 Matsubara, 18 Ueno, 19 Shiokoshi, 20 Hayashi, 21 Asano, CT: Takakura
Campionato mondiale femminile under 20 FIFA 20181 Suzuki, 2 Ono, 3 Takahira, 4 Minami, 5 Ushijima, 6 Takahashi, 7 Hayashi, 8 Y. Fukuta, 9 Miyazawa, 10 Nagano, 11 Takarada, 12 Imai, 13 Miyagawa, 14 Muraoka, 15 Sato, 16 Kono, 17 Kitamura, 18 Stambaugh, 19 Ueki, 20 Endō, 21 M. Fukuta, CT: Ikeda